# تانیکو ناکامورا-میتسوکوری
تانیکو ناکامورا-میتسوکوری (انگلیسی: Taniko Nakamura-Mitsukuri؛ زادهٔ ۲۳ مارس ۱۹۴۳) ژیمناست هنری زن اهل ژاپن بود.
وی در مسابقات کشوری و بین‌المللی در مجموع برندهٔ ۴ مدال برنز شده‌است.